# Hieracium subrivoense
Hieracium subrivoense, biljna vrsta iz porodice glavočika. Trajnica je iz roda runjika i endem iz Švedske.

## Sinonimi
- Hieracium laetemarginatum Folin; (1934)

## Vanjske poveznice
|  | Zajednički poslužitelj ima još gradiva o temi Hieracium subrivoense |
|  | Wikivrste imaju podatke o taksonu Hieracium subrivoense             |